# Аденокарцинома лёгкого
Аденокарцинома легкого — злокачественная опухоль, берущая начало из клеток железистого эпителия, который выстилает слизистую бронхов, продуцирующих бронхиальный секрет. Аденокарцинома лёгкого представляет собой один из основных подтипов немелкоклеточного рака лёгких (НМРЛ), который является наиболее распространённым типом рака лёгких.

## Характеристики аденокарциномы лёгкого
Подтип Немелкоклеточного Рака Лёгких (НМРЛ): Аденокарцинома является одним из трех основных подтипов НМРЛ, включающего также плоскоклеточный рак и крупноклеточный рак.
Гистология: Аденокарцинома характеризуется формированием железистых или трубчатых структур, а также может включать в себя бронхиолоальвеолярные компоненты. Гистология аденокарциномы лёгкого охватывает морфологические особенности клеток и структур, характерных для данного типа рака. Эти особенности могут включать в себя архитектурные и клеточные характеристики. Гистология может различаться внутри самой аденокарциномы и может быть подвержена изменениям на разных стадиях заболевания.
Архитектурные особенности
- Железистые и Трубчатые Структуры

Аденокарцинома часто формирует железистые и трубчатые структуры. Эти структуры могут быть видны в микроскоп при гистологическом исследовании.
- Бронхиолоальвеолярные компоненты

В некоторых случаях аденокарцинома может содержать бронхиолоальвеолярные компоненты, которые могут поражать альвеолы лёгких.
Клеточные особенности
- Эпителиальные клетки

Аденокарцинома лёгкого произрастает из эпителиальных клеток лёгких. Клетки могут иметь разнообразные формы, включая кубические, цилиндрические и плоские.
- Цитоплазма и ядра

Клетки аденокарциномы могут иметь обильную цитоплазму и измененные ядра. Аномалии в ядрах клеток часто видны под микроскопом и могут включать аномальные формы и размеры.
Молекулярные характеристики
- Генетические мутации

Аденокарцинома лёгкого часто связана с различными генетическими мутациями. Некоторые из ключевых генов, связанных с аденокарциномой, включают EGFR, KRAS, ALK и ROS1.
- Экспрессия белков

Определенные белки, такие, как маркеры Ki-67 и TTF-1 (тиреотропный фактор 1), могут быть использованы в гистологическом анализе для определения степени деления клеток и для идентификации типов клеток.
Гистологическое исследование обычно выполняется на биопсионных образцах, взятых во время торакоскопии, бронхоскопии или других процедур. Результаты гистологии играют ключевую роль в постановке диагноза, оценке стадии и планировании лечения аденокарциномы лёгкого.

## Факторы риска и эпидемиология
К факторам риска относятся:
- Курение. Основной фактор риска для развития аденокарциномы. Однако этот вид рака также может возникнуть у некурящих.
- Генетика. Мутации в генах, таких как EGFR (эпидермальный фактор роста), KRAS и ALK (анапластический лимфом киназы), могут играть роль в развитии аденокарциномы.

## Диагностика
- Имиджинг. Компьютерная томография (CT) и позитронно-эмиссионная томография (ПЭТ) используются для обнаружения опухоли и оценки степени распространения.
- Биопсия. Для установления точного диагноза часто требуется биопсия. Это может быть выполнено путем торакоскопии, бронхоскопии, или пункции под контролем CT.

## Терапия
- Хирургическое лечение. Если рак обнаружен на ранних стадиях, хирургическое удаление опухоли может быть проведено.
- Химиотерапия и лучевая Терапия. В зависимости от стадии рака, может быть предложено лечение химиотерапией и/или лучевой терапией.
- Иммунотерапия.

## Клиника аденокарциномы
Клиника аденокарциномы лёгкого может значительно варьировать в зависимости от стадии заболевания, его распространённости, наличия метастазов, а также индивидуальных характеристик пациента.
Некоторые аспекты клиники этого типа рака:
- Ранние Стадии (I и II)

Бессимптомное начало
В ранних стадиях аденокарциномы лёгкого пациенты могут не испытывать явных симптомов. Заболевание часто обнаруживается случайно при проведении обследований, таких как рентгеновские лучи грудной клетки или CT-сканирование.
Легкие симптомы
Некоторые пациенты могут замечать лёгкие симптомы, такие как небольшой кашель, слабость, утомляемость или дыхательные беспокойства.
- Поздние стадии (III и IV)

Усиление симптомов
По мере продвижения заболевания симптомы становятся более выраженными. Кашель усиливается, возможно появление кровохарканья, дыхание может стать затруднённым, а также усиливаются общие симптомы, такие как потеря веса и утрата аппетита.
Дыхательные проблемы:
Пациенты могут испытывать учащенное и затруднённое дыхание, особенно при физической активности.
Боли в груди
Боли в груди могут появиться в результате инвазии опухоли в окружающие ткани или при наличии метастазов.
- Стадия распространённости и метастазирования

Системные симптомы
При наличии метастазов могут появиться системные симптомы, такие как лихорадка, потеря веса и общая слабость.
Осложнения:
Рак может распространиться на другие части тела, вызывая осложнения в зависимости от места метастазов. Например, метастазы в мозг могут вызвать головные боли и неврологические симптомы.
Особенности у некурящих
Аденокарцинома лёгкого может развиваться у некурящих людей. В этом случае она может проявиться среди некурящих женщин и молодых пациентов. У этой группы пациентов аденокарцинома может иметь особенности в молекулярных изменениях, таких как EGFR-мутации или ALK-перестройки, что важно для планирования лечения.
Дополнительные аспекты
Часто требуется регулярный мониторинг и следование после завершения лечения для выявления рецидивов или метастазов.

## Лечение и терапия
Лечение может включать в себя хирургическое вмешательство, химиотерапию, лучевую терапию и/или иммунотерапию, а также меры поддержки и облегчения симптомов.
Каждый случай аденокарциномы лёгкого уникален, и план лечения разрабатывается индивидуально врачом для каждого пациента, учитывая все аспекты его состояния и заболевания